# Tour de l'Ain 1996
Il Tour de l'Ain 1996, ottava edizione della corsa, si svolse dal 13 al 17 agosto 1996 su un percorso di 739 km ripartiti in 6 tappe, con partenza e arrivo a Bourg-en-Bresse. Fu vinto dal francese David Delrieu della Mutuelle de Seine-et-Marne davanti ai suoi connazionali Jean-Luc Masdupuy e Christophe Rinero.

## Tappe
| Tappa  | Data      | Percorso                             | km    | Vincitore di tappa  | Leader cl. generale |
| ------ | --------- | ------------------------------------ | ----- | ------------------- | ------------------- |
| 1ª     | 13 agosto | Bourg-en-Bresse > Vilereversure      | 181,4 | Christophe Rinero   | Christophe Rinero   |
| 2ª     | 14 agosto | Vilereversure > Lione                | 164   | Glenn Magnusson     | Christophe Rinero   |
| 3ª     | 15 agosto | Bellignat > Mijoux                   | 150   | Wladimiro d'Ascenzo | Christophe Rinero   |
| 4ª     | 16 agosto | Lélex > Mijoux (cron. individuale)   | 9,1   | Nicolas Dumont      | Christophe Rinero   |
| 5ª     | 16 agosto | Chezery > Hauteville-Lompnès         | 129   | David Delrieu       | David Delrieu       |
| 6ª     | 17 agosto | Hauteville-Lompnès > Bourg-en-Bresse | 105,7 | Thierry Laurent     | David Delrieu       |
| Totale | Totale    | Totale                               | 739   |                     |                     |

## Dettagli delle tappe

### 1ª tappa
- 13 agosto: Bourg-en-Bresse > Vilereversure – 181,4 km

| Pos. | Corridore           | Squadra           | Tempo    |
| ---- | ------------------- | ----------------- | -------- |
| 1    | Christophe Rinero   | Mutuelle de Seine | 4h06'24" |
| 2    | Wladimiro d'Ascenzo | Cantina Tollo     | a 6"     |
| 3    | Jean-Claude Colotti | Agrigel           | a 7"     |

| Pos. | Corridore         | Squadra           | Tempo |
| ---- | ----------------- | ----------------- | ----- |
| 1    | Christophe Rinero | Mutuelle de Seine |       |

### 2ª tappa
- 14 agosto: Vilereversure > Lione – 164 km

| Pos. | Corridore       | Squadra      | Tempo    |
| ---- | --------------- | ------------ | -------- |
| 1    | Glenn Magnusson | Amore & Vita | 4h07'08" |
| 2    | Cezary Zamana   | Mroz         | s.t.     |
| 3    | Erwan Jan       |              | s.t.     |

| Pos. | Corridore         | Squadra           | Tempo |
| ---- | ----------------- | ----------------- | ----- |
| 1    | Christophe Rinero | Mutuelle de Seine |       |

### 3ª tappa
- 15 agosto: Bellignat > Mijoux – 150 km

| Pos. | Corridore           | Squadra           | Tempo |
| ---- | ------------------- | ----------------- | ----- |
| 1    | Wladimiro d'Ascenzo | Cantina Tollo     |       |
| 2    | Jean-Luc Masdupuy   | Agrigel           | a 9"  |
| 3    | Christophe Rinero   | Mutuelle de Seine | a 59" |

| Pos. | Corridore         | Squadra           | Tempo |
| ---- | ----------------- | ----------------- | ----- |
| 1    | Christophe Rinero | Mutuelle de Seine |       |

### 4ª tappa
- 16 agosto: Lélex > Mijoux (cron. individuale) – 9,1 km

| Pos. | Corridore            | Squadra | Tempo  |
| ---- | -------------------- | ------- | ------ |
| 1    | Nicolas Dumont       |         | 13'27" |
| 2    | Jérome Laveur-Pedoux | Agrigel | a 4"   |
| 3    | Marc Thevenin        |         | a 6"   |

| Pos. | Corridore         | Squadra           | Tempo |
| ---- | ----------------- | ----------------- | ----- |
| 1    | Christophe Rinero | Mutuelle de Seine |       |

### 5ª tappa
- 16 agosto: Chezery > Hauteville-Lompnès – 129 km

| Pos. | Corridore         | Squadra           | Tempo    |
| ---- | ----------------- | ----------------- | -------- |
| 1    | David Delrieu     | Mutuelle de Seine | 3h51'05" |
| 2    | Glenn Magnusson   | Amore & Vita      | a 1'09"  |
| 3    | Martial Locatelli | Petit Casino      | s.t.     |

| Pos. | Corridore     | Squadra           | Tempo |
| ---- | ------------- | ----------------- | ----- |
| 1    | David Delrieu | Mutuelle de Seine |       |

### 6ª tappa
- 17 agosto: Hauteville-Lompnès > Bourg-en-Bresse – 105,7 km

| Pos. | Corridore       | Squadra      | Tempo    |
| ---- | --------------- | ------------ | -------- |
| 1    | Thierry Laurent | Agrigel      | 2h32'58" |
| 2    | Luca Maggioni   | Amore & Vita | a 3'43"  |
| 3    | Benoit Luminet  |              | s.t.     |

| Pos. | Corridore         | Squadra           | Tempo     |
| ---- | ----------------- | ----------------- | --------- |
| 1    | David Delrieu     | Mutuelle de Seine | 18h38'30" |
| 2    | Jean-Luc Masdupuy | Agrigel           | a 33"     |
| 3    | Christophe Rinero | Mutuelle de Seine | a 41"     |

## Classifiche finali

### Classifica generale
| Pos. | Corridore          | Squadra                         | Tempo     |
| ---- | ------------------ | ------------------------------- | --------- |
| 1    | David Delrieu      | Mutuelle de Seine-et-Marne      | 18h38'30" |
| 2    | Jean-Luc Masdupuy  | Agrigel-La Creuse-Fenioux       | a 33"     |
| 3    | Christophe Rinero  | Mutuelle de Seine-et-Marne      | a 41"     |
| 4    | Marc Thevenin      |                                 | a 45"     |
| 5    | Pierre Bourquenoud | PMU Romand-BEPSA-Loup Sport     | a 1'25"   |
| 6    | Franz Hotz         | PMU Romand-BEPSA-Loup Sport     | a 1'29"   |
| 7    | Martial Locatelli  | Petit Casino                    | a 1'47"   |
| 8    | Gérard Rué         | Gan                             | a 2'28"   |
| 9    | Franck Ramel       |                                 | a 2'43"   |
| 10   | Glenn Magnusson    | Amore & Vita-Forzacore-Galatron | a 3'02"   |